# Chlaenosciadium
Chlaenosciadium es un género monotípico de planta herbácea perteneciente a la familia Apiaceae. Su única especie: Chlaenosciadium gardneri, es originaria de Australia.

## Descripción
Es una hierba postrada perennifolia. Tiene flores de color blanco / crema-amarillo, que se prodicen en octubre-diciembre o enero en suelos de arena amarilla, y de grava, lateríticos, en las  llanuras ondulante de Australia Occidental.

## Taxonomía
Chlaenosciadium gardneri fue descrita por  C.Norman y publicado en Journal of Botany, British and Foreign 76: 198. 1938.